# Dobashi Isao
Isao Dobashi (sinh ngày 11 tháng 4 năm 1975) là một cầu thủ bóng đá người Nhật Bản.

## Sự nghiệp câu lạc bộ
Isao Dobashi đã từng chơi cho Ventforet Kofu.